# Marcos A. Ferraez
Marcos A. Ferraez (27 d'octubre de 1966) és un actor dels Estats Units conegut pel seu paper a la sèrie de televisió Pacific Blue.
Va fer el paper de "Ground Rush" a la pel·lícula del 2000  Cutaway . Va sortir més tard a la sèrie de TV The Shield (2003 i 2004). El 2009 treballa al film My Sisters Keeper. Es va casar amb l'actriu Alona Tal el 5 de juny de 2007.

## Filmografia
| Any          | Títol                             | Paper            | Notes                   |
| 1994         | Rave, Dancing to a Different Beat | Ranks            |                         |
| 1994         | Search and Rescue                 |                  | Telefilm                |
| 1995         | A sang freda (Coldblooded)        | Home amb Uzi     |                         |
| 1995         | Sketch Artist II: Hands That See  | Mayberry         | Telefilm                |
| 1995         | Dead Weekend                      | Gonzolo          | Telefilm                |
| 1996-1999    | Pacific Blue                      | Victor Del Toro  | 58 episodis             |
| 2000         | Resurrection Blvd.                | Vinnie Peralta   | episodi: "Mascaras"     |
| 2000         | Cutaway                           | Ground Rush      | Telefilm                |
| 2001         | Beyond the City Limits            | Det. Lomax       |                         |
| 2002         | Greenmail                         | Simpson          | Video                   |
| 2003         | The Shield                        | Leith            | episodi: "Barnstormers" |
| 2004         | The Shield                        | Leith            | episodi: "All In"       |
| 2005         | Hollywood Vice                    | Frank Mudgett    | Telefilm                |
| 2007         | Marlowe                           | Zach Battis      | Telefilm                |
| 2008-present | Sons of Anarchy                   | Agent Estevez    | 9 episodis              |
| 2009         | My Sister's Keeper                | EMT #2           |                         |
| 2009         | American Cowslip                  | Johnny Eyelash   |                         |
| 2009         | Reflections                       | Human 1          | Curt film               |
| 2010         | CSI: NY                           | Manny Ravrara    | episodi: "If You Do"    |
| 2010         | Law & Order: Los Angeles          | Antonio Santiago | episodi: "Pasadena"     |